# حقوق ثقافية
لفتت حركة الحقوق الثقافية الانتباه إلى حماية حقوق جماعات الناس أو ثقافتهم، وذلك بطريقة مماثلة للطريقة التي جذبت بها حركة حقوق الإنسان الاهتمام باحتياجات الأفراد في جميع أنحاء العالم.

## حماية الثقافة
الحقوق الثقافية هي الحقوق المتعلقة بالفن والثقافة، ويُفهم كلاهما من منظور واسع. والهدف من هذه الحقوق هو ضمان أن الناس والمجتمعات يمتلكون إمكانية الوصول إلى الثقافة، ويمكنهم المشاركة في ثقافة انتخابهم. والحقوق الثقافية هي من حقوق الإنسان التي تهدف إلى ضمان التمتع بالثقافة ومكوناتها في ظل ظروف المساواة وكرامة الإنسان وعدم التمييز. وهي حقوق تتعلق بموضوعات مثل اللغة والإنتاج الثقافي والفني والمشاركة في الحياة الثقافية والتراث الثقافي وحقوق الملكية الفكرية وحقوق المؤلف والأقليات ووصولهم إلى الثقافة، بالإضافة إلى موضوعات أخرى.

## حماية التراث الثقافي للمجموعات العرقية
تركز الحقوق الثقافية للمجموعات على أشياء مثل الأقليات الدينية والعرقية والمجتمعات الأصلية المعرضة لخطر الزوال. وتشمل الحقوق الثقافية قدرة المجموعة في الحفاظ على أسلوب حياتها، مثل تربية الأطفال واستمرار التحدث باللغة وتأمين أساسها الاقتصادي في البلد الذي تقع به. وقد نشأت الفكرة المتصلة بحقوق الملكية الفكرية (IPR) للشعوب الأصلية في محاولة للحفاظ على القاعدة الثقافية لكل مجتمع ومنع الإبادة العرقية أساسًا.
وقد تعممت حركة الحقوق الثقافية، لأن المعرفة الثقافية التقليدية الكثيرة لها قيمة تجارية، مثل الطب العرقي ومستحضرات التجميل والنباتات المزروعة والأطعمة والفولكلور والفنون والحرف والأغاني والرقصات والأزياء والطقوس. وقد تكشف دراسة الثقافات القديمة عن أدلة حول تاريخ الجنس البشري وإلقاء مزيد من الضوء على أصلنا والتنمية الثقافية المتعاقبة. ومع ذلك، يمكن أن تكون الدراسة وتبادل مثل هذه الجوانب الثقافية وتسويقها أمرًا يصعب تحقيقه دون المساس بالحقوق الثقافية لأولئك الذي هم جزء من تلك الثقافة.
كما ينبغي أن تؤخذ الحقوق الثقافية بعين الاعتبار من خلال السياسات المحلية. ومن هذا المنطلق، يتضمن جدول الأعمال رقم 21 للثقافة، وهو أول وثيقة للبعثة العالمية التي تدافع عن وضع الأسس للمشروعات التي تقوم بها المدن والحكومات المحلية للتنمية الثقافية، حقوقًا ثقافية باعتبارها واحدة من المبادئ وينص على: "تُدرك الحكومات المحلية أن الحقوق الثقافية هي جزء لا يتجزأ من حقوق الإنسان، متخذين من الإعلان العالمي لحقوق الإنسان (1948)" مرجعًا لهم."

## التعصب الثقافي
"لا تترسخ الحقوق الثقافية في الأفراد ولكن في المجموعات، مثل الأقليات الدينية والعرقية ومجتمعات الشعوب الأصلية." وتُثار جميع الثقافات بشكل مختلف، وبالتالي تشمل الحقوق الثقافية قدرة المجموعة في الحفاظ على ثقافتها لتربية أطفالها على طريقة أسلافها، ولمواصلة التحدث بلغتها، ولعدم حرمانها من أساسها الاقتصادي الخاص بالأمة التي تقع بها." وفي بعض الأحيان، يختار علماء الإنسانيات عدم دراسة بعض الثقافات والمعتقدات والحقوق، لأنهم يعتقدون أن ذلك قد يتسبب في سوء السلوك، ويختارون عدم الانقلاب على التنوعات المختلفة للثقافات. وعلى الرغم من أن علماء الإنسانيات يبتعدون بالفعل عن دراسة الثقافات المختلفة، إلا أنهم ما زالوا يعتمدون كثيرًا على ما يدرسونه في المواقع الأثرية المختلفة.

## وصلات خارجية
- CULTURAL RIGHTS, Fribourg Declaration, Adopted in [Fribourg on May 7, 2007
- Observatory of Diversity and Cultural Rights, University of Fribourg, سويسرا
- UN Independent Expert in the field of cultural rights
- Pluralism and Minority Rights in Music Education: Implications of the Legal and Social Philosophical Dimensions نسخة محفوظة 26 أغسطس 2022 على موقع واي باك مشين.
- Agenda 21 for culture
- Cultural rights in the case-law of the European Court of Human Rights, a report by ECtHR Research Division